# Serranía de la Macarena
Serranía La Macarena ist eine Bergkette in Kolumbien. Auf ihrem Gebiet erstreckt sich im Departamento von Meta der Nationalpark Serranía de la Macarena auf dem Gebiet der Gemeinden La Macarena, Mesetas, Vista Hermosa, San Juan de Arama und Puerto Rico. Der 6206 km² große Park wurde 1989 ausgewiesen und hat die internationale IUCN-Schutzkategorie II.

## Geographie
Die Bergkette entstand unabhängig von den drei Anden-Kordilleren und ist rund 130 km lang. Das Gebiet wird vom Caño Cristales durchflossen.

## Nationalpark

### Geschichte
Der Park wurde 1948 gegründet und erhielt 1989 den IUCN Status II.
Die Guerillagruppe FARC baute durch den Nationalpark einer Straße, die unter anderem den Fluss Caño Cristales überquert. Zusätzlich wurden ca. 45 km² mit Koka bepflanzt. Am 4. August 2006 begann der kolumbianische Staat diese Kokafelder mit Hilfe von Flugzeugen mit dem Herbizid Glyphosat zu besprühen. Bis dahin waren die Pflanzen per Hand aus dem Boden gerissen worden. Die FARC hatte seit Beginn der Aktion am 18. Januar 2006 28 Personen, die an dem Entfernen der Pflanzen beteiligt waren, ermordet.

### Flora und Fauna
In der Macarena findet man Ameisenbären, Pumas, Hirsche, Affenarten, 500 Vogelarten, 1200 Insektenarten und 100 verschiedene Reptilien. 48 Orchideenarten und 2000 weitere Blumen und Pflanzen sind dort einheimisch.
Im angrenzenden Nationalpark Cordillera de los Picachos lebt darüber hinaus auch der seltene Bergtapir. Etwas nördlich liegt der Nationalpark Sumapaz, der besonders große Flächen geeigneten Lebensraums für Bergtapire beherbergt.
La Macarena beherbergt einige archäologische Fundstellen mit präkolumbischen Piktogrammen und Petroglyphen.

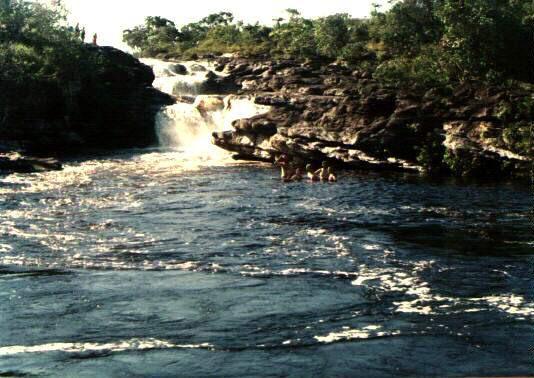
Fluss Caño Cristales
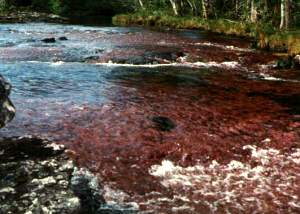
Algen des Flusses Caño Cristales
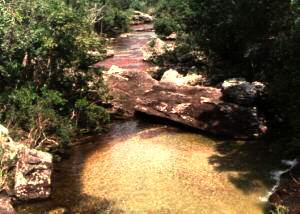
Fluss Caño Cristales
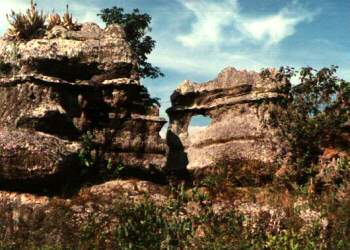
La Macarena-Bergkette